# PASK
PASK je  pavilon skla v Klatovech, jehož expozice je zaměřena převážně na sklo ze šumavské sklárny Lötz.

## Historie
Původní výstavní pavilon byl postaven v zahradě u vlastivědného muzea Dr. Hostaše v Klatovech na začátku 60. let 20. století pro výstavy klatovských karafiátů. Postupně byl ale používán i pro jiné výstavy  a po rekonstrukci v 80. letech sloužil také jako depozitář muzea. V roce 2013 vypsalo město Klatovy soutěž na kompletní rekonstrukci pavilonu, v níž zvítězil projekt studia Ateliér 25. Přestavba byla provedena v roce 2014.
Následně, v roce 2015, opravená budova získala národní cenu za architekturu v kategorii rekonstrukce v soutěži Grand Prix architektů a dále Stavba roku Plzeňského kraje 2015.

## Expozice muzea
Současná expozice pavilonu byla otevřena v roce 2014 a představuje hlavně výrobky ze šumavské sklárny Lötz. Sklo ze sklárny Lötz je ve stylu secese a moderny, přičemž na konci 19. století a v prvním desetiletí 20. století patřilo ke světové špičce v oboru. Z toho důvodu se stalo předmětem zájmu mnoha sběratelů, z nichž jeden svou sbírku zapůjčil dlouhodobě pro veřejnou prezentaci právě do pavilonu skla PASK. Expozice představuje jednu z největších a nejcennějších sbírek skla Lötz v Evropě. 
Vedle toho probíhají v muzeu další doprovodné výstavy zaměřené na sklo a sklářství.

## Galerie

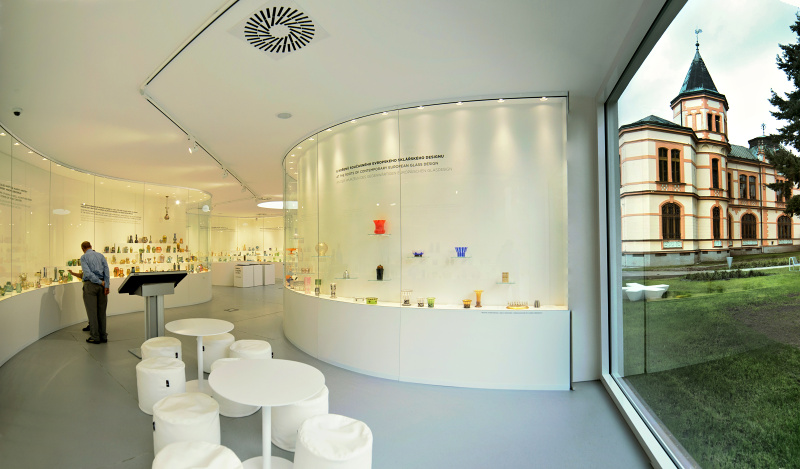
Interiér
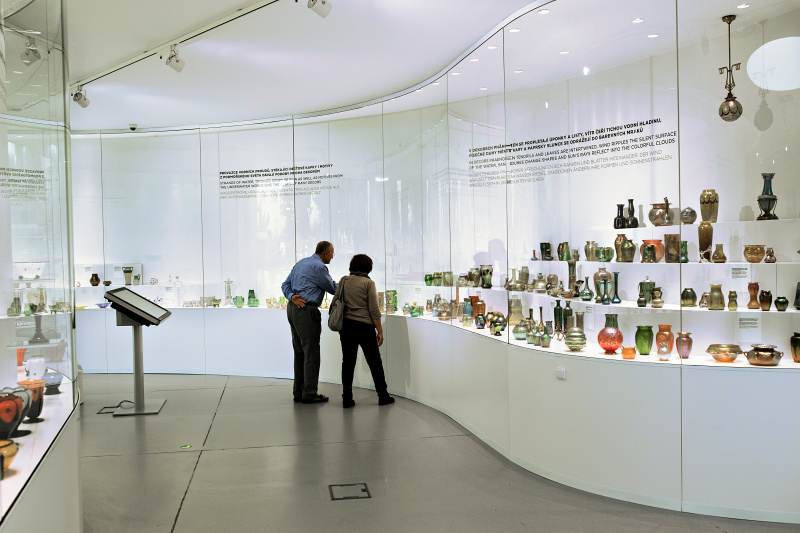
Výstavní síň
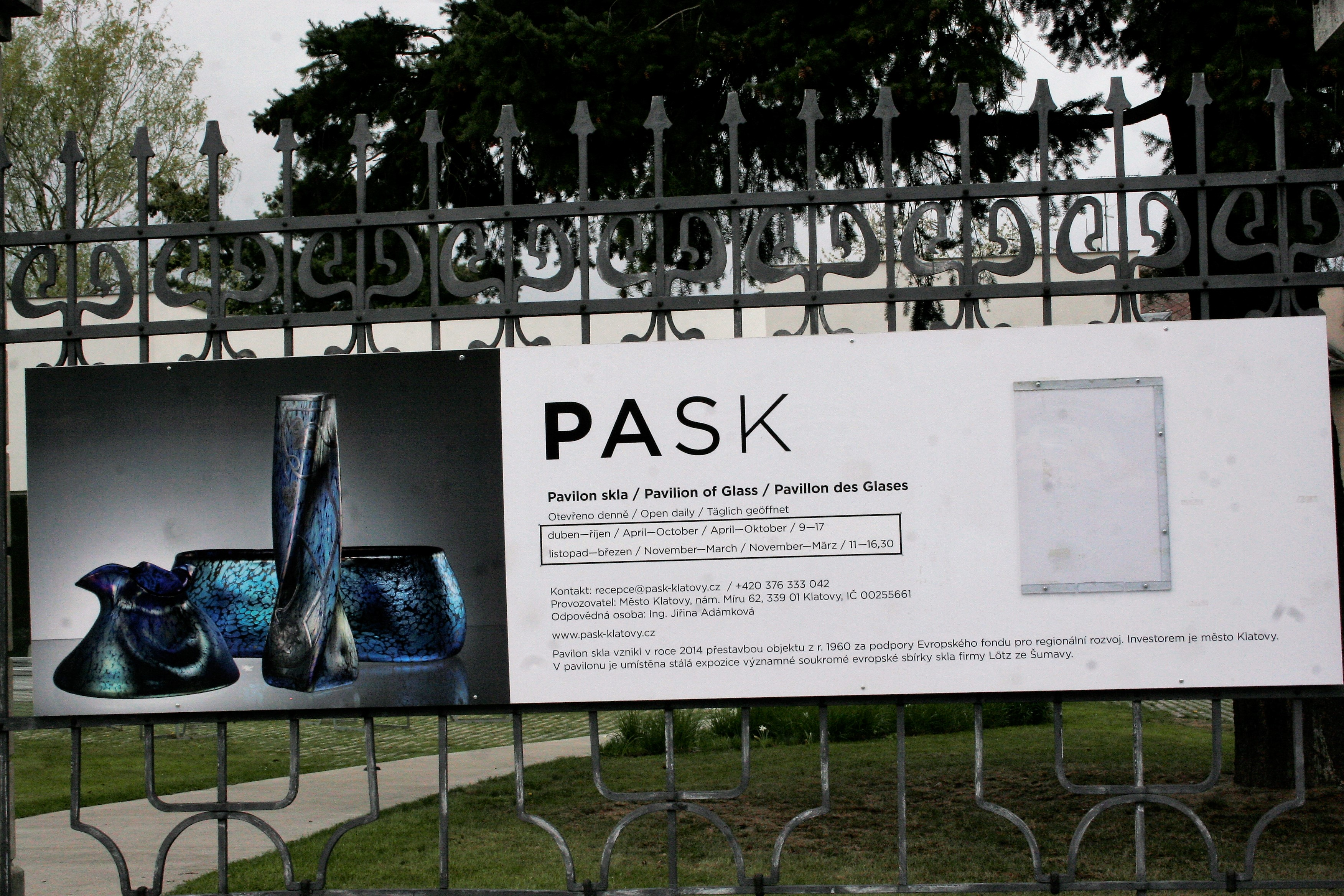